# آدازا (آیووا)
آدازا، آیووا (به انگلیسی: Adaza, Iowa) در ایالات متحده آمریکا است که در آیووا واقع شده‌است.